# WrestleMania XXX
WrestleMania XXX var den 30. udgave af pay-per-view-showet WrestleMania produceret af World Wrestling Entertainment (WWE). Det fandt sted d. 6. april 2014 fra Mercedes-Benz Superdome i New Orleans, Louisiana. 
WrestleMania XXX afveg fra WWE's tradition med at holde hver tiende udgave af pay-per-view-showet på "hjemmebane" i Madison Square Garden med afviklingen i New Orleans. Ligesom den første udgave af WrestleMania i 1985 har WrestleMania X og WrestleMania XX været afholdt i New Yorks verdenskendte sportsarena. Årsagen er, at WWE ønsker at kunne fylde et helt stadion og dermed øge billetsalget, når der er WrestleMania. 
For f'ørste gang blev sammensmeltningen af WWE's to VM-titler (WWE Championship og WWE's World Heavyweight Championship) forsvaret ved WrestleMania. I december 2013 - cirka et halvt år før showet - blev de to VM-titler forenet i en kamp mellem de to regerende verdensmestre Randy Orton og John Cena. Randy Orton vandt kampen og dermed også WWE World Heavyweight Championship. Det er første gang siden WrestleMania X8 i 2002, at der kun er én verdensmester i WWE og ved WrestleMania. 
Den 12-dobbelte verdensmester Hulk Hogan fungerede som vært ved WrestleMania XXX, og det var dermed første gang siden WrestleMania 21 i 2005, hvor Hulk Hogan dagen inden var blevet optaget i WWE Hall of Fame, at wrestlinglegenden optrådte i forbindelse med WrestleMania. Hulk Hogan deltog i de første ni main events ved WrestleMania. Ved WrestleMania XXX medvirkede Hulk Hogan i åbningssegmentet i ringen sammen med Steve Austin og The Rock. 

## Resultater
- Daniel Bryan besejrede Triple H (med sejren fik Daniel Bryan en plads i VM-titelkampen senere samme) aften)
- The Shield (Roman Reigns, Dean Ambrose og Seth Rollins) besejrede Kane og New Age Outlaws besejrede
- Cesaro vandt Andre the Giant Memorial Battle Royal over 29 andre wrestlere ved at eliminere Big Show til sidst
- John Cena besejrede Bray Wyatt
- Brock Lesnar besejrede The Undertaker
- WWE Divas Championship: AJ Lee vandt en kamp med deltagere af 14 kvinder
- WWE World Heavyweight Championship: Daniel Bryan besejrede Randy Orton og Batista i en triple threat match

## Begivenhed
Daniel Bryan vandt to kampe i løbet af aftenen og løb i showets main event med WWE World Heavyweight Championship. Det var fjerde gang, at Daniel Bryan blev verdensmester i WWE. I showets første kamp besejrede han Triple H om en plads i VM-titelkampen mellem den regerende verdensmester Randy Orton og Batista. 
Aftenens absolut største overraskelse og chok var The Undertakers nederlag til Brock Lesnar. The Undertaker var aldrig blevet besejret ved WrestleMania før og havde således vundet 21 ud af 21 kampe ved det store show. Den imponerende sejrsrække blev dog brudt af den tidligere verdensmester og UFC-kæmper Brock Lesnar, og publikum blev efterladt i chok efter The Undertakers første WrestleMania-nederlag nogensinde.